# Ramă electrică

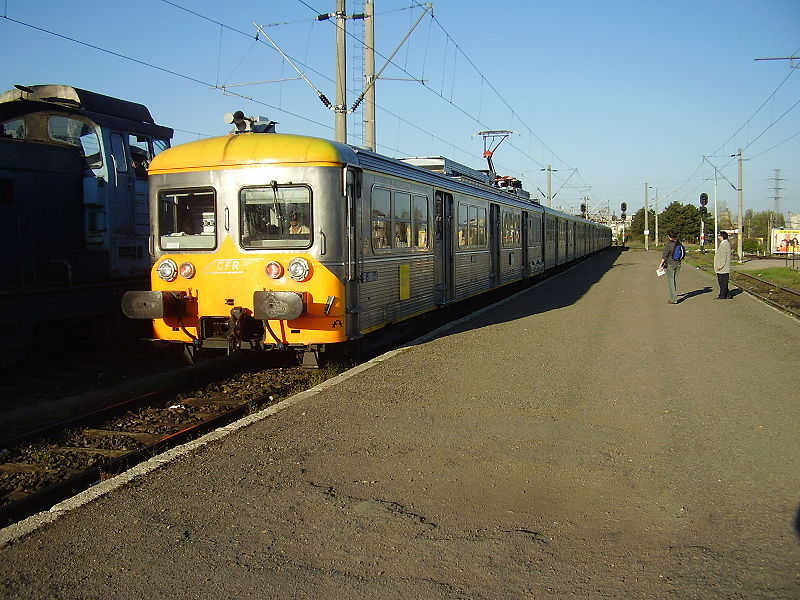
O ramă electrică CFR clasa 58 în gara Cluj-Napoca

Un element automotor electric, cunoscut popular ca ramă electrică, este un tren electric autopropulsat format din două sau mai multe vagoane cuplate permanent sau semi-permanent între ele. O ramă electrică nu are nevoie de o locomotivă separată, deoarece motoarele electrice sunt încorporate în unul sau mai multe vagoane. Automotoarele electrice articulate sunt și ele clasificate ca rame electrice. Marea majoritate a ramelor electrice sunt trenuri de pasageri, deși există și versiuni pentru transport poștal sau de marfă.
Ramele electrice sunt populare pe trenurile de navetă și trenurile regionale datorită accelerației rapide și operațiilor fără emisii. Fiind mai silențioase decât automotoarele diesel și trenurile trase de locomotivă, ramele electrice pot opera noaptea fără să deranjeze locuitorii orașului.

## Comparație cu locomotivele electrice
Ramele electrice, în comparație cu locomotivele electrice oferă:
- Accelerație mai mare, pentru că sunt mai multe motoare electrice împărțind aceeași încărcătură.
- Frâne electrice, reostatice și recuperative pe mai multe osii într-un singur tren, reducând drastic uzura pe plăcuțele și/sau saboturile de frână și permițând o frânare mai bună.
- Masă pe osii redusă, de când nevoia de o locomotivă grea este eliminată; acest lucru, la rândul său, permite structuri mai simple și mai ieftine, care utilizează mai puțin material (precum poduri și viaducte) și costuri de întreținere mai scăzute.
- Vibrații mai reduse.
- Un grad mai mare de redundanță - performanțele sunt afectate minim în urma eșecului unui singur motor.
- Capacitate mai mare de locuri, deoarece nu există locomotivă; toate vagoanele pot conține locuri.
- Coeficiente mai scăzute pe osiile motoare.

Locomotivele electrice, în comparație cu ramele electrice oferă:
- Mai puține echipamente electrice pe tren rezultând în costuri mai mici de fabricație și întreținere.
- Permite cu ușurință reducerea zgomotului și a vibrațiilor în vagoanele de pasageri, deoarece nu există motoare sau cutii de viteze pe boghiuri sub ele.